# 灣口海豬魚
灣口海豬魚為輻鰭魚綱鱸形目隆頭魚亞目隆頭魚科的其中一種，分布於東太平洋區，從加利福尼亞灣至哥倫比亞海域，棲息深度0-5公尺，體長可達22公分，棲息在沙泥底質的紅樹林、河口區，生活習性不明。